# Heilig Hartkerk (Münster)
De rooms-katholieke Heilig Hartkerk (Duits: Herz-Jesu-Pfarrkirche) is een parochiekerk in het zuidoostelijke deel van de Westfaalse stad Münster. De kerk ligt net buiten de binnenstadsring in de naar de kerk vernoemde wijk Herz-Jesu.

## Geschiedenis
De neogotische Heilig Hartkerk werd in de jaren 1895-1900 naar het ontwerp van de uit Münster afkomstige architect Wilhelm Rincklake gebouwd. Het gebouw werd op 22 juni 1900, op het hoogfeest van het Heilig Hart, geconsacreerd en was het eerste kerkgebouw in het bisdom Münster dat aan het Heilig Hart van Jezus werd gewijd. 
Het kerkgebouw heeft een noord-zuidoriëntatie en betreft een drieschepig gebouw met een transept, waarvan de armen amper de zijschepen overtreffen. Aan het kerkschip sluit zich in het zuiden de forse, vier verdiepingen tellende en in de verre omtrek zichtbare klokkentoren aan. De toren is 96,63 meter hoog en daarmee de hoogste kerktoren van de stad.
Tijdens de Tweede Wereldoorlog werden het gewelf, het hoofdaltaar en alle vensters bij bombardementen verwoest. Onbeschadigd bleef alleen de sacristie met de paramentenkasten die van houtsnijwerk zijn voorzien. Het kerkgebouw werd in 1951 weer hersteld, later werden ook de kerkvensters vernieuwd. Het Tweede Vaticaans Concilie werd in de jaren 1970-1971 aanleiding om de kerk opnieuw in te richten. In de viering werd een volksaltaar geplaatst en het hoogaltaar verdween. De koorruimte achter het volksaltaar wordt tegenwoordig voor diensten op werkdagen gebruikt. 
Samen met een aantal andere parochiekerken vormt de Heilig-Hartkerk sinds 30 mei 2013 één grote parochiegemeente met de naam Sankt Mauritz.

## Interieur
Na de oorlogsverliezen werd de inrichting met nieuwe kunstwerken aangevuld. Vermeldenswaardig zijn het triomfkruis, het tabernakel en de beelden van de evangelisten. 

## Orgels
De kerk bezit een tweetal orgels. Het hoofdorgel op de zuidelijke galerij dateert uit 1954 en het koororgel in het oostelijke zijschip uit 1993. 
Het oorspronkelijke hoofdorgel uit 1924 met de neogotische orgelkas en 56 registers ging in de Tweede Wereldoorlog verloren. In 1954 bouwde Fritz Klingenhegel uit Münster een nieuw instrument. Het orgel werd in 1993 vergroot en voorzien van een nieuwe speeltafel.

## Klokken
De klokken werden in beide wereldoorlog in beslag genomen en omgesmolten voor de wapenindustrie. De huidige klokken werden in 1949 door de Bochumer Verein für Bergbau und Gußstahlfabrikation gegoten.  
| Nr. | Naam                 | Gietjaar | Gieter | Doorsnee (mm) | Gewicht (kg) | Nominaal |
| --- | -------------------- | -------- | ------ | ------------- | ------------ | -------- |
| 1   | Josef                | 1949     | BVG    | 2270          | 4860         | gis0     |
| 2   | Herz Jesu            | 1949     | BVG    | 1910          | 3060         | h0       |
| 3   | Franziskus v. Assisi | 1949     | BVG    | 1700          | 2085         | cis1     |
| 4   | Maria Himmelskönigin | 1949     | BVG    | 1605          | 1810         | dis1     |
| 5   | Ludgerus             | 1949     | BVG    | 1275          | 855          | fis1     |
| 6   | Schutzengel          | 1949     | BVG    | 1135          | 625          | gis1     |

## Afmetingen
- Hoogte kerktoren 93,63 meter
- Lengte: 61 meter
- Breedte: 22 meter
- Hoogte middenschip: 2 meter
- Hoogte zijschepen: 11 meter